# 岡田智典
岡田 智典（おかだ とものり）は、日本の実業家。西部石油取締役。

## 人物
1980年、広島大学大学院を卒業し昭和石油入社。東亜石油取締役、常務取締役、昭和シェル石油常務執行役員、専務執行役員。2014年西部石油副社長、2015年同社社長。
昭和シェル石油代表取締役副社長、2018年代表取締役副社長執行役員兼石油事業COO。2019年出光興産代表取締役兼副社長。2020年シニアテクニカルアドバイザー、西部石油取締役。